# فیکاریا
فیکاریا (نام علمی: Ficaria) نام یک سرده از تیره آلالگان است. 